# استنوتافروم
استنوتافروم (نام علمی: Stenotaphrum) نام یک سرده از خانواده گندمیان است.